# إلارو قادين أفندي
إلارو قادين أفندي هي زوجة السلطان العثماني مراد الخامس. وُلدت في 6 أغسطس 1835 في تبليسي، وتوفيت في 21 فبراير 1936 في إسطنبول.